# Šack
Šack (anche traslitterata come Shack o Shatsk) è una cittadina della Russia europea centrale (Oblast' di Rjazan'), situata nella pianura della Meščëra, sul fiume Šača, 195 chilometri a sudest del capoluogo; è capoluogo del distretto omonimo.
Fondata nel 1553, ottenne lo status di città da Caterina II nel 1779.

## Società

### Evoluzione demografica
Fonte: mojgorod.ru
- 1897: 13.900
- 1926: 15.100
- 1959: 5.900
- 1970: 8.000
- 1989: 8.200
- 2002: 7.563
- 2006: 7.200